# Apanteles crius
Apanteles crius är en stekelart som beskrevs av Nixon 1965. Apanteles crius ingår i släktet Apanteles och familjen bracksteklar. Inga underarter finns listade i Catalogue of Life.